# August Raupp
August Raupp (* 28. Januar 1838 in Karlsruhe; † 6. November 1891 in Konstanz) war ein deutscher Ingenieur, Direktor und Besitzer des Gaswerks in Konstanz.

## Ausbildung und beruflicher Werdegang
August Raupp, Sohn des Erzgießers und Gaswerkbauers Heinrich Raupp (1805–1898), studierte am Polytechnikum in Karlsruhe und wurde Mitglied der Burschenschaft Teutonia. Zusammen mit seinem Bruder Heinrich Raupp und seinem Vater widmete er sich dem Bau von Gaswerken. Er war unter anderem beteiligt am Bau des Gaswerks in Lahr 1858/59, in Schaffhausen (Saar) 1860, in Konstanz 1861, in Ravensburg 1862 und in Saargemünd 1863. Ab 1864 war er Direktor und Besitzer des Gaswerks in Konstanz.
August Raupps Leben fand ein tragisches Ende: Er baute einen neuen Gasometer, der vermutlich aufgrund unzureichender Fundamentierung absackte. Raupp suchte nach den Ursachen des Unglücks durch den Vergleich mit bestehenden Gasometern. Dabei stürzte er in den Wasserbehälter eines Gasometers und ertrank. Ob dies ein Unfall oder Selbstmord war, konnte nicht geklärt werden.